# Dänischer Fußballpokal 1995/96
Der Dänische Fußballpokal 1995/96 (unter Sponsorenschaft auch BG Bank Cup) war die 42. Austragung des dänischen Pokalwettbewerbs der Männer. Er wurde vom dänischen Fußballverband ausgetragen. Das Finale fand traditionell am Himmelfahrtstag (16. Mai 1996) im Parken von Kopenhagen statt. Pokalsieger wurde Aarhus GF, der sich im Finale gegen Brøndby IF durchsetzte.
Das Halbfinale wurde in Hin- und Rückspiel entschieden. In den anderen Runden wurden die Begegnungen in einem Spiel ausgetragen. Bei unentschiedenem Ausgang wurde zur Ermittlung des Siegers eine Verlängerung gespielt. Stand danach kein Sieger fest, folgte ein Elfmeterschießen.

## 1. Runde
Es nahmen 46 Mannschaften von der 3. Division abwärts und 2 Teams aus der 2. Division 1994/95 teil.
|                     | Ergebnis |                            |
| ------------------- | -------- | -------------------------- |
| Assens FC           | 4:1      | Nibe BK                    |
| B 1908 Amager       | 3:0      | Slagelse B&I               |
| BK Dalgas           | 3:8      | Måløv BK                   |
| Dalum IF            | 5:1      | Krogsbølle-Roerslev FK     |
| Frederiksberg BK    | 1:2      | Skælskør B&I               |
| Frederikssund IK    | 5:2      | Amager BK 1970             |
| Gladsaxe-Hero BK    | 5:2      | Tarup Paarup IF            |
| Hammerum IF         | 0:1      | Aarhus Fremad              |
| Hasle BK            | 2:3      | Nykøbing Falster Alliancen |
| Herning KFUM        | 1:3      | Thisted FC                 |
| Hjørring IF         | 2:1      | Egebjerg IF                |
| Højvangen IK        | 1:4      | IK Skovbakken              |
| Jernløse BK         | 4:6      | Rødby fB                   |
| Kløvermarkens fB    | 2:1      | Valby BK                   |
| Lundtofte BK        | 1:4      | Roskilde BK                |
| Nakskov BK          | 2:4      | Holbæk B&I                 |
| Nykøbing Mors IF    | 3:4      | IF Lyseng                  |
| Rønnede IF          | 1:2      | BK Frem Kopenhagen         |
| Stenløse BK         | 7:6      | Herlev IF                  |
| Sædding/Guldager IF | 1:2      | Esbjerg IF 92              |
| Tved BK             | 6:0      | Bramming BK                |
| Taars-Ugilt IF      | 0:1      | Vejen SF                   |
| IK Aalborg Chang    | 0:1      | Kolding IF                 |
| Aars IK             | 2:3      | Næsby BK                   |

## 2. Runde
Teilnehmer waren die 24 Sieger der ersten Runde und 16 Mannschaften der 2. Division 1994/95 West und Ost.
|                  | Ergebnis  |                            |
| ---------------- | --------- | -------------------------- |
| B 1908 Amager    | 2:1       | IF Skjold Birkerød         |
| B 1909 Odense    | 3:2       | Thisted FC                 |
| B 1913 Odense    | 5:1       | Kolding IF                 |
| Dalum IF         | 2:5       | Aarhus Fremad              |
| Esbjerg IF 92    | 3:4       | IF Lyseng                  |
| FC Fredericia    | 2:0       | Næsby BK                   |
| Frederikssund IK | 3:2       | Måløv BK                   |
| Gladsaxe-Hero BK | 1:4       | BK Frem Kopenhagen         |
| Haderslev FK     | 9:4 n. V. | IK Skovbakken              |
| Hellerup IK      | 2:0       | Dragør BK                  |
| Hjørring IF      | 0:3       | Randers SK Freja           |
| Holbæk B&I       | 2:3       | Nykøbing Falster Alliancen |
| Glostrup IF 32   | 2:1       | BK Avarta                  |
| Kløvermarkens fB | 1:4       | Skælskør B&I               |
| Nørresundby BK   | 2:4 n. V. | Skive IK                   |
| Rødby fB         | 2:3       | Kastrup BK                 |
| Skovshoved IF    | 3:0       | Roskilde BK                |
| Stenløse BK      | 1:2       | Helsingør IF               |
| Tved BK          | 2:3       | Assens FC                  |
| Vejen SF         | 1:2       | Nørre Aaby IK              |

## 3. Runde
Teilnehmer: Die 20 Sieger der zweiten Runde, fünf Teams der 2. Division 1994/95, sowie sieben Vereine aus der 1. Division 1994/95.
|                            | Ergebnis              |                    |
| -------------------------- | --------------------- | ------------------ |
| Assens FC                  | 0:1                   | Esbjerg fB         |
| B.93 Kopenhagen            | 2:4                   | Helsingør IF       |
| FC Fredericia              | 4:3 n. V.             | IF Lyseng          |
| Fremad Amager              | 5:0                   | Kastrup BK         |
| Haderslev FK               | 1:3                   | Randers SK Freja   |
| Hellerup IK                | 3:2 n. V.             | Glostrup IF 32     |
| Holstebro BK               | 1:1 n. V. (2:4 i. E.) | B 1913 Odense      |
| Hvidovre IF                | 1:1 n. V. (4:5 i. E.) | AB Gladsaxe        |
| Køge BK                    | 2:1                   | Brønshøj BK        |
| Nykøbing Falster Alliancen | 2:0 n. V.             | BK Frem Kopenhagen |
| Nørre Aaby IK              | 3:1                   | B 1909 Odense      |
| Skive IK                   | 4:2                   | Aarhus Fremad      |
| Skovshoved IF              | 5:0                   | Frederikssund IK   |
| Skælskør B&I               | 0:2                   | Herning Fremad     |
| Svendborg fB               | 1:2                   | AC Horsens         |
| Ølstykke FC                | 5:2                   | B 1908 Amager      |

## 4. Runde
Teilnehmer: Die 16 Sieger der dritten Runde, die zwei besten Teams in der Frühlingsserie der 1. Division 1995, sowie sechs Vereine der Superliga 1994/95.
|                            | Ergebnis              |                  |
| -------------------------- | --------------------- | ---------------- |
| AC Horsens                 | 1:3                   | Skive IK         |
| Esbjerg fB                 | 5:0                   | Nørre Aaby IK    |
| FC Fredericia              | 1:3                   | Viborg FF        |
| Fremad Amager              | 2:3                   | Herfølge BK      |
| Herning Fremad             | 2:3                   | B 1913 Odense    |
| Hellerup IK                | 0:1                   | AB Gladsaxe      |
| Ikast FS                   | 1:4                   | Vejle BK         |
| Køge BK                    | 2:0                   | Helsingør IF     |
| Nykøbing Falster Alliancen | 1:2                   | FC Kopenhagen    |
| Odense BK                  | 1:0                   | Randers SK Freja |
| Skovshoved IF              | 1:7                   | Lyngby BK        |
| Ølstykke FC                | 1:1 n. V. (4:3 i. E.) | Næstved IF       |

## 5. Runde
Teilnehmer: Die 12 Sieger der vierten Runde und die besten vier Vereine der Superliga 1994/95.
|               | Ergebnis              |             |
| ------------- | --------------------- | ----------- |
| B 1913 Odense | 1:4                   | Herfølge BK |
| Brøndby IF    | 2:1                   | AB Gladsaxe |
| Esbjerg fB    | 5:0                   | Køge BK     |
| FC Kopenhagen | 0:2                   | Aarhus GF   |
| Silkeborg IF  | 4:2                   | Lyngby BK   |
| Viborg FF     | 2:1                   | Skive IK    |
| Aalborg BK    | 4:0                   | Vejle BK    |
| Ølstykke FC   | 2:2 n. V. (3:4 i. E.) | Odense BK   |

## Viertelfinale
Teilnehmer: Die 8 Sieger der vierten Runde.
|              | Ergebnis              |             |
| ------------ | --------------------- | ----------- |
| Esbjerg fB   | 2:3                   | Herfølge BK |
| Silkeborg IF | 1:2                   | Aarhus GF   |
| Viborg FF    | 2:2 n. V. (2:4 i. E.) | Odense BK   |
| Aalborg BK   | 1:4                   | Brøndby IF  |

## Halbfinale
|             | Gesamt    |           | Hinspiel | Rückspiel |
| ----------- | --------- | --------- | -------- | --------- |
| Brøndby IF  | 2:1       | Odense BK | 1:0      | 1:1       |
| Herfølge BK | (a)3:3(a) | Aarhus GF | 2:2      | 1:1       |

## Finale
| Paarung        | Aarhus GF – Brøndby IF |
| Ergebnis       | 2:0 (2:0) |
| Datum          | 16. Mai 1996 |
| Stadion        | Parken, Kopenhagen |
| Zuschauer      | 36.103 |
| Schiedsrichter | Jørn West Larsen |
| Tore           | 1:0 Peter Degn (32.) 2:0 Stig Tøfting (45.) |
| Aarhus GF      | Lars Windfeld – Torben Piechnik, Martin Nielsen, Gunner Lind, Lennart Bak – Peter Degn (46. Dennis Slim), Stig Tøfting, Johnny Vistrup, Henrik Mortensen (55. Nocko Joković) – Håvard Flo (71. Claus Struck), Thomas Thorninger. Cheftrainer: Peter Rudbæk |
| Brøndby IF     | Mogens Krogh – Søren Colding, Lars Olsen, Per Nielsen, Jens Risager – Kim Vilfort, Allan Ravn (74. Ruben Bagger), Allan Nielsen (63. Kim Daugaard), Thomas Thøgersen – Peter Møller, Ebbe Sand. Cheftrainer: Ebbe Skovdahl                                 |